# Floreana Island
Floreana Island är en ö i Ecuador.   Den ligger i provinsen Galápagos, i den västra delen av landet, 1 300 km väster om huvudstaden Quito. Arean är 173 kvadratkilometer.
Terrängen på Floreana Island är lite kuperad. Öns högsta punkt är 561 meter över havet.